# 桂児團治
桂 児團治（かつら こだんじ、生没年不詳（明治中期 - 大正初期））は、落語家（上方噺家）。本名は不詳。旧表記は「桂兒團治」。
この人物には不明な点が多く、その確実な存在すら確認されていない。最初は2代目三笑亭吾妻の門下で三笑亭妻之助、その後、4代目桂文團治の門下で児團治となったとされる。無名な二流噺家にもかかわらず、SPレコードの録音を数回行っている。一説には、レコード・レーベルの誤植か（レーベルの印刷は海外で行われていた）、あるいは著名な噺家の仮の芸名だったかともいわれるが、現在のところ、真相は知り得ない。
いずれにしても色物としての活動が主だったようで、踊り、軽口、音曲をやっていたようである。
レコードは『酒酔の笑』『大笑』『軽口 活惣』を、1907年ころから大正期にかけて吹き込んでいる。